# Piero Manai
Piero Manai (Bologna, 1951 – 1988) è stato un artista italiano.

## Biografia
Comincia la sua attività alla fine degli anni sessanta, giovanissimo, quando vive un primo periodo di figurazione iperrealista e pop, durante il quale spesso rappresenta gli oggetti del mestiere di pittore: barattoli di colore, matite, carboncini, sperimentando tecniche differenti.
Gli evidenti riferimenti sono alcune grandi figure della storia dell'arte quali Cezanne, Bacon, Schiele, Ensor.
Negli anni ottanta le tematiche su cui Manai si sofferma cambiano completamente: il linguaggio del corpo, l'eros e la morte, la relazione dell'individuo e il suo alter ego.
Manai ha esposto in diverse gallerie e musei in Italia e all'estero tra cui PS1 di New York (1982).
Ha partecipato alle mostre "Nuova Immagine" presso la Triennale di Milano (r98o), "Linee della ricerca artistica italiana 1960-80" al Palazzo delle Esposizioni a Roma (1981), "Italian Art 1960-80" alla Hayward Gallery di Londra (1982), alla "Biennale des Jeunes" di Parigi (1982) ed esposto al Kunstverein di Hannover (1985) e di Francoforte (1986).
Nel 1991  presso l'Università di Bologna si tenne un convegno sull'opera di Piero Manai con relazioni di Paolo Fossati e Peter Weiermair. Numerosi gli interventi fra i quali Flavio Caroli, Claudio Cerritelli, Umberto Eco, Roberto Daolio, Marco Meneguzzo, Adriano Baccilieri. Nel 1998 la Galleria Studio G7 presenta la personale curata da Fabio Torre "'L'erba'", un'opera unica pressoché inedita composta da otto elementi su ciascuno dei quali è serigrafato tre volte lo stesso segmento di prato.
Nel 1996 viene inserito da Flavio Caroli nel suo libro "Trentasette, il mistero del genio adolescente": "Raffaello, Parmigianino, Valentin de Boulogne, Cantarini, Watteau, Van Gogh, Toulouse-Lautrec, Tancredi, Gnoli, Manai, Majakovskij: le ultime ore di vita dei "divini fanciulli" che hanno incontrato la morte a trentasette anni."
Nel 2004 la Galleria d'arte moderna di Bologna e Palazzo Saraceni, insieme, propongono la sua prima retrospettiva, a cura di Peter Weiermair,  dall'8 ottobre al 5 dicembre. Due mostre complementari che rendono conto dell'ampiezza e complessità espressiva della sua opera. L'arco temporale si estende da un primo disegno del 1968 fino ai grandi quadri eseguiti nell'ultimo anno di vita.
Nel 2010 la Galleria De' Foscherari di Bologna allestisce una mostra fotografica di polaroid, dal significativo titolo "L'insostenibile visione dell'essere". La fotografia, infatti, può considerarsi alla base dell'operare artistico di Manai. Il quale usava il modello più semplice di Polaroid, la SX70, e di essa diceva: la uso "perché la polaroid riporta la fotografia alle sue origini. Non avendo negativo, la foto scattata è un pezzo unico, c'è solo quello".
2019, le gallerie P42O e CAR DRDE di Bologna allestiscono una mostra personale di Manai, organizzata in collaborazione con gli eredi dell'artista, che comprende una selezione di opere realizzate negli anni '80.